# Derrick Rose
Derrick Martell Rose, född 4 oktober 1988 i Chicago, Illinois, är en amerikansk professionell basketspelare som spelar för Memphis Grizzlies i National Basketball Association (NBA). Den 1,91 meter långe point guarden hade den 11:e bäst säljande tröjan i ligan säsongen 2008/2009. Han valdes först i NBA-draften 2008 av Chicago Bulls. Han blev vald till MVP 2011 och blev då den yngste någonsin att få detta pris.
Rose föddes och uppfostrades i Chicago-området och deltog i Simeon Career Academy. Han rekryterades av NCAA scouts och tränare, och så småningom valde att ansluta sig till University of Memphis under Coach John Calipari. Rose ledde Memphis Tigers till de mest vinnsterna i NCAA historia (38-2). Under 2009 avslöjade en NCAA-undersökning att Rose SAT-poäng hade blivit ogiltigförklarad, och därför släppte NCAA Memphis hela 2007-08-säsongen.
Rose har kämpat med betydande knäskador sedan hans kampanj för 2010-11 MVP. I den första omgången av NBA Playoffs 2012 mot Philadelphia 76ers sårade Rose sitt korsband (ACL) i hans vänstra knä. Rose krävde operation och var sedan utan spel för hela säsongen 2012-13. Rose återvände för att spela 2013-14. Men den 22 november 2013 skadade Rose sin högra menisk under ett regelbundet säsongsspel mot Portland Trail Blazers som orsakade att han missade resten av säsongen. Rose återvände en gång till nästa säsong, men knäskador fortsatte att följa honom och orsakade att han saknade 30 matcher. I juni 2016 byttes han till New York Knicks. Efter en säsong med Knicks gick Rose till Cleveland Cavaliers i juli 2017, men byttes och senare släpptes av Utah Jazz den följande februari. Den 8 mars 2018, signerade Rose med Minnesota Timberwolves, där han återförenades med Tom Thibodeau, Jimmy Butler och Taj Gibson. I slutspelet hade Rose i genomsnitt 14,2 poäng i 23,8 minuter per spel. Timberwolves förlorade 4-1 till Houston Rockets i första omgången.
Den 4 juli 2018 återtecknades Rose med Timberwolves för 2018-19 säsongen. Den 31 oktober, i sin första start av säsongen, gjorde Rose en karriär-hög 50 poäng i en 128-125 seger över Utah Jazz, när han säkra segern med en block på Utahs sista skott när tiden löpte ut. Den 26 december hade han 24 poäng och åtta assisterade och fick MVP-chants i en 119-94 seger över Chicago Bulls på borta plan. Det var bara hans andra karriärspel i United Center mot sitt tidigare lag. Den 15 januari mot Philadelphia 76ers nådde Rose 10 000 karriärpoäng. Den 20 januari gjorde han 29 av sina 31 poäng i andra halvlek och träffade en 18-fots tvåpoängare med 0,6 sekunder kvar för att ge Timberwolves en 116-114 seger över Phoenix Suns. Höger vrist problem såg Rose missa 11 av 19 matcher som sträcker sig från slutet av december till slutet av januari. Han missade ytterligare tre matcher i början av februari.
Roses familj inkluderar hans mor, Brenda, och tre äldre bröder vid namn Dwayne, Reggie och Allen.
Rose har skrivit ett skokontrakt med Adidas för en hemlig summa pengar. Han har också tecknat ett kontrakt med Wilson Sporting Goods. Hans agent är den före detta guarden i Bulls B.J. Armstrong.